# Това Карсон
Това Карсон (настоящее имя Биргит Роуз-Мари Анлерт, урожденная Карлссон; швед. Towa Carson; родилась 31 марта 1936 года в Эскильстуне, (Швеция)) — шведская шлягер -певица. Она дебютировала в 1954 году и имела наибольший успех в 1950-х и 1960-х годах, под именем De Tre Klockorna (шведская версия «Три колокола»), которая достигла своего пика под номером 4, Spara sista dansen för mig (« Спасите последний танец для меня»), которая также достигла своего пика. в № 4 и ее самый большой хит Jag Måste Ge Mig Av (" Gotta Travel On " Билли Грэммера, шведская лирика Питера Химмельстранда), достиг пика в № 3. Она записала много дуэтов с Лассе Лённдалем, самым успешным из которых был Visa mig hur man går hem (« Ирвинг Кинг: покажи мне дорогу домой»), достигший максимума под номером 12. Шведский национальный радиочарт Svensktoppen содержит её 25 «Това-хитов» (Това её сценическое имя). Она участвовала в шведском конкурсе песни Melodifestivalen (который является национальным отборочным туром на конкурс песни Евровидение) в 1967 году (две песни: Alla har glömt заняла четвертое место, а песня Vem frågar vinden заняла пятое место) и в 1968 (Du vet var jag finns, третье место). В отличие от многих других скандинавских звезд, поющих шлягер, она никогда не стремилась к международной карьере, несмотря на то, что якобы получала предложения от США и Западной Германии.
В 2004 году, в возрасте 68 лет, она объединилась с другими участниками Melodifestivalen, Сью Мальмквист и Анн-Луиз Хансон, чтобы снова принять участие в конкурсе. Трио под названием Hanson, Carson & Malmkvist привлекло внимание средств массовой информации из-за среднего возраста женщин, намного превышающих 60 лет. Их песня C’est la vie, написанная плодовитым шведским композитором Томасом Г: сон, была смесью типичной мелодии шлягера с ритмом танца аптемпо. Дамы вышли из полуфинала благодаря своей популярности среди телезрителей и заняли десятое место на последнем вечере с энергичным выступлением.
В 2006 году Това Карсон отпраздновала свое 70-летие. Она замужем за Бенгтом Анлертом, бывшим футболистом AIK . Необычное имя Това, которое она использует на сцене, происходит от её отца, назвавшего ее «Мин Лилла Това», когда она была маленькой, со ссылкой на её спутанные волосы («tova» означает «клубок» на шведском языке).

## Альбомы
- 1964 — Visa mej hur man går hem (с Ларсом Лённдалом) — 12 #
- 1964 — Jag Måste Ge Mej AV — 3 #
- 1965 — En lilja är vit (с Ларсом Лённдалом) — 13 #
- 1967 — Лаксо (с Матсом Олссоном) — 20 #
- 1969 — Казачок — 11 #